# Đường kính góc
Đường kính góc hay kích thước biểu kiến của một vật thể là đường kính nhìn thấy của vật thể đó, được đo bằng một góc khi nhìn vật thể đó từ một vị trí bất kì. Trong khoa học về sự nhìn nó được gọi là góc nhìn. Đường kính nhìn thấy là đường kính của hình chiếu phối cảnh của vật thể trên một mặt phẳng đi qua tâm của nó và vuông góc với phương nhìn. Vì là hình phối cảnh nên nó khá khác với đường kính thực của vật thể khi nhìn dưới một góc. Đối với thiên thể dạng đĩa ở khoảng cách lớn, đường kính thực và đường kính nhìn thấy trở lên giống nhau.

## Công thức

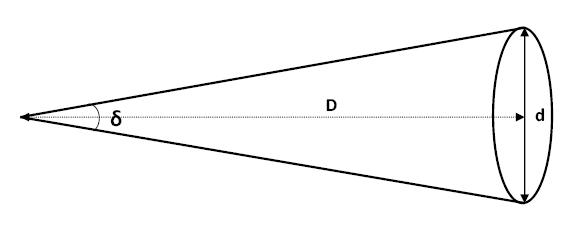
Hình vẽ đường kính góc

Đường kính góc của một vật thể được tính theo công thức sau:
{\displaystyle \delta =2\arctan \left({\frac {1}{2}}\,d/D\right),}
với {\displaystyle \delta } là đường kính góc, và {\displaystyle d} và {\displaystyle D} lần lượt là đường kính nhìn thấy và khoảng cách đến vật thể biểu diễn bằng cùng một đơn vị. Khi {\displaystyle D} lớn hơn nhiều so với {\displaystyle d}, {\displaystyle \delta } có thể xấp xỉ bằng công thức {\displaystyle \delta =d/D}, cho kết quả theo radian.
Đối với các vật thể hình cầu với đường kính thực bằng {\displaystyle d_{\mbox{t}}}, đường kính góc được tính theo công thức sau:
{\displaystyle \delta =2\arcsin \left({\frac {1}{2}}\,d_{\mbox{t}}/D\right);}
trong thực hành, sự phân biệt giữa {\displaystyle d} và {\displaystyle d_{\mbox{t}}} chỉ có ý nghĩa khi các vật thể cầu nhìn ở rất gần.

## Trong thiên văn học
Trong thiên văn học kích thước của các thiên thể trên bầu trời thường cho theo đường kính góc của chúng khi nhìn từ Trái Đất, hơn là cho theo kích thước thật của chúng.
Đường kính góc của quỹ đạo Trái Đất quanh Mặt Trời khi nhìn từ khoảng cách một parsec là 2″ (hai giây cung).
Đường kính góc của Mặt Trời khi nhìn từ khoảng cách một năm ánh sáng là 0,03″, và của Trái Đất là 0.0003″.
Đường kính góc 0,03″ của Mặt Trời cho ở trên xấp xỉ bằng đường kính góc của một người khi nhìn từ khoảng cách bằng với đường kính của Trái Đất.
Bảng dưới cho thấy đường kính góc của các thiên thể thường gặp khi nhìn từ Trái Đất:
| Thiên thể        | Đường kính góc   |
| ---------------- | ---------------- |
| Mặt Trời         | 31.6′ – 32.7′    |
| Mặt Trăng        | 29.3′ – 34.1′    |
| Sao Kim          | 9.565″ – 66.012″ |
| Sao Mộc          | 29.800″ –50.115″ |
| Sao Thổ          | 14.991″ –20.790″ |
| Sao Hỏa          | 3.492″ – 25.113″ |
| Sao Thủy         | 4.535″ – 13.019″ |
| Sao Thiên Vương  | 3.340″ – 4.084″  |
| Sao Hải Vương    | 2.179″ – 2.373″  |
| Ceres            | 0.330″ – 0.840″  |
| Pluto            | 0.063″ – 0.115″  |
| R Doradus        | 0.052″ – 0.062″  |
| Betelgeuse       | 0.049″ – 0.060″  |
| Eris             | 0.034" – 0.089″  |
| Alpha Centauri A | 0.007″           |
| Canopus          | 0.006″           |
| Sirius           | 0.005936″        |
| Altair           | 0.003″           |
| Deneb            | 0.002″           |

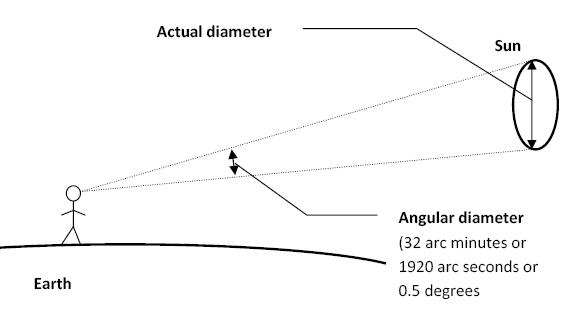
Đường kính góc: khi nhìn vật thể từ mặt đất

Bảng cho thấy đường kính góc của Mặt Trời khi nhìn từ Trái Đất là xấp xỉ 32 phút cung (1920 giây cung hay 0,53 độ).